# MAN Lion’s Regio
MAN Lion’s Regio – autobus międzymiastowy, produkowany w latach 2004 - 2017 roku przez niemiecką firmę MAN w Turcji. Następcą modelu stał się model Lion's Intercity.